# ゲームレンタル
ゲームレンタルは、コンピュータゲームをレンタルビデオの形式で貸し出すサービス。南北アメリカ大陸やイギリスでは広く実施されているが、日本では1984年の著作権法改正以降は事実上禁止されており、一部メーカーが試験的に導入するものの定着しない状態が続いている。

## 日本におけるゲームレンタル

### 草創期と壊滅
1982年にソフマップがレンタルソフトを始めたことが記録に残っている。その時期を前後に全国各地のマイコンショップの一部が主にパーソナルコンピュータ用のゲームレンタルを開始した。レンタル専門店舗も現れた。ショップ、レンタル店舗ではディスクアナライザーを利用したコピープロテクト解除設定ファイルのレンタルあるいは併売を行なっているなどコピーが公然と実施されていたため、ソフトウェアメーカーの反発を買っていた。
1984年、日本レコード協会他と日本レコードレンタル商業組合の間でレンタル条件に関する合意が形成されたのに伴い著作権法が改正され、貸与権が創設されたと同時にメーカー側は刑事・民事両面での対策を進め1986年にはソフマップに対してレンタル禁止の仮処分命令が下される。
任意団体・日本マイコンソフトレンタル協会を設立してメーカー側との協議を模索する動きも存在したが、メーカー側は「レンタルは違法コピーの温床」との主張を崩さず協議を一切拒否し、1988年頃には「潜り」の店舗（中古販売したソフトを3日以内に同じ店舗に買い取りに出すと中古売価の80 - 90%で引き取る、などの中古販売の体裁を装うのが主な手口）を除けば、日本におけるゲームレンタルはほぼ壊滅状態となった。

### ネオジオ
1990年にSNKが発表したネオジオでは、MVSと呼ばれるゲーム筐体やソフトウェアカートリッジをゲームセンターやスーパーマーケット向けにリースしたほか、同等の機能を持つゲーム機をレンタルビデオ店のネットワークなどで家庭向けにレンタルしたが、同社の推し進めた「徹底したマニア路線」は高価であっても購入したいという消費者層を引き付け、本体やソフトウェアの一般向け販売も平行して行われるようになり、本体レンタルは1994年のネオジオCD発売の頃まで継続していた。

### ドリームキャスト
セガが1998年に発売したドリームキャストでは発売後1年を経ても本体の売上低迷が続いたことからテコ入れ策としてTSUTAYAと提携し、同機用ソフトのレンタル事業を開始した。しかし、その実施に際してはコンピュータソフトウェア著作権協会（ACCS）やコンピュータエンターテインメントソフトウェア協会（CESA）に対する根回しは一切行われずスタンドプレー的に立ち上げられたと言われ、このことは日本のゲーム業界がレンタルに対して極度の拒絶反応を有していることを示すエピソードの一つとなっている。しかし、周辺機器が必要なソフトもレンタルされていたにもかかわらず肝心の周辺機器はレンタル対象外であるなど不備も目立ち、サービス開始から1年も経たないうちに終了した（ドリームキャスト自体も2001年初頭に生産終了）。
なお、このサービス開始時に大半の報道が「日本初のメーカー公認ゲームレンタル」と記述していたが、これは誤りである（1990年のネオジオが先）。

### RentaNet
ドリームキャストのレンタル終了後、長らく日本でのゲームレンタルは表立った動きを見せなかったが、コーエー（後のコーエーテクモゲームス）の物流・販売子会社であるコーエーネットがゲームレンタルサービス「RentaNet」（レンタネット）の試験サービスを2006年5月25日より開始した。実店舗形式で、東京都足立区ノジマ 北千住マルイ店、神奈川県藤沢市ノジマ 藤沢店の2店同時オープンだった。
当初は2008年までにレンタル実施店を1500店に拡大することを目指していたが、2007年3月をもってサービスを事実上終了した。
価格は新作（発売1年以内）の場合、4泊5日で530円・14泊15日で1480円、それ以外は4泊5日460円・14泊15日920円など。
参加メーカー（五十音順）
- アイディアファクトリー
- エレクトロニック・アーツ
- コーエー（後のコーエーテクモゲームス）
- ソニー・コンピュータエンタテインメント

- タイトー
- テクモ（後のコーエーテクモゲームス）
- バンダイナムコゲームス（後のバンダイナムコエンターテインメント）
- マーベラスインタラクティブ

## アメリカ合衆国におけるゲームレンタル
Gameflyなどのオンラインゲームレンタルサービスではオンライン上で借りるゲームを選択し、郵送で届き、遊び終わったら送り返すといった仕組みのサービスがある。
アメリカではゲームレンタルは定着しており、ブロックバスターズビデオなどの大手ビデオレンタル店でゲームを借りることが出来たが、2010年代に主要なレンタルチェーンの収益が大幅に減少したため、現在まで生き残っているレンタル店はほとんどない。

## ヨーロッパにおけるゲームレンタル
イギリスなどを中心にゲームレンタルが盛んである。boomerangなどのネット宅配ゲームレンタルがある。